# Jason Priestley

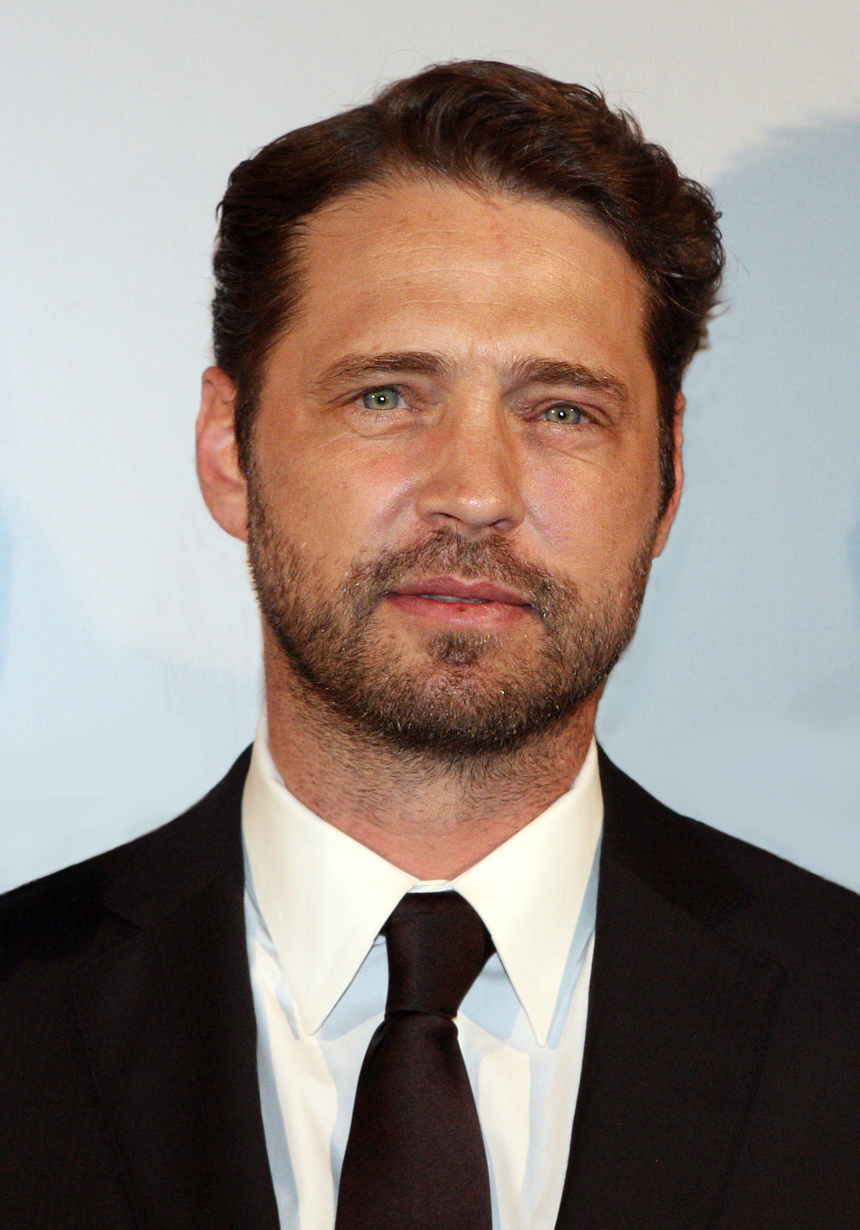
Jason Priestley (2012)

Jason Bradford Priestley (* 28. August 1969 in Vancouver, British Columbia) ist ein kanadisch-US-amerikanischer Schauspieler, Regisseur und Produzent. Bekannt wurde er in den 1990er Jahren vor allem durch die Rolle des Brandon Walsh in der Fernsehserie Beverly Hills, 90210.

## Leben
Jason Priestley ist der Bruder der Schauspielerin Justine Priestley. Von Kindesbeinen an sammelte er in Fernsehserien, Werbespots und als Model Erfahrungen vor der Kamera. Er war in den 1980er Jahren in einigen Folgen so erfolgreicher Serien wie 21 Jump Street, Airwolf und MacGyver sowie in einer Folge von Zurück in die Vergangenheit zu sehen.

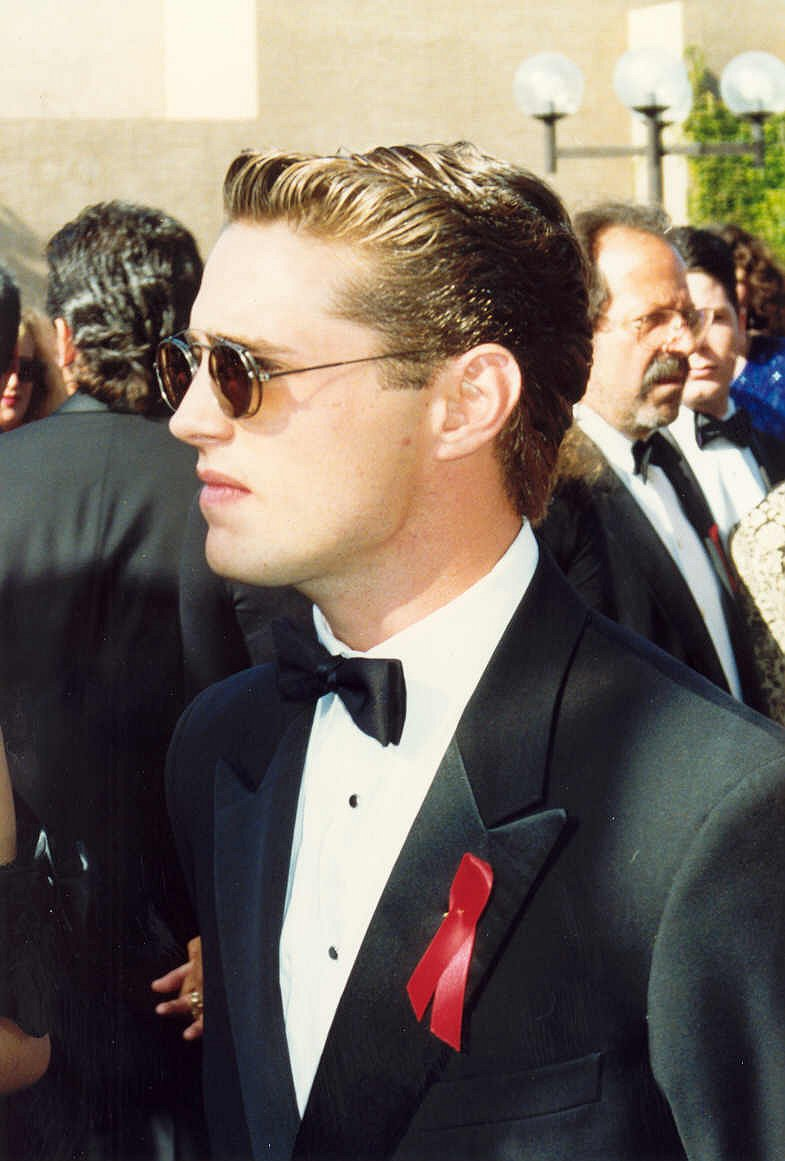
Jason Priestley (1992)

Erste Bekanntheit in Deutschland errang er durch die US-amerikanische Fernsehserie Teen Angel, die wöchentlich beim Disney Club (Das Erste) ausgestrahlt wurde. Berühmt wurde er 1990 als Brandon Walsh in der Fernsehserie Beverly Hills, 90210. Mit der Schauspielerin Christine Elise, die in der Serie Emily Valentine spielte, war Priestley einige Jahre liiert.
Parallel zu Beverly Hills, 90210 und nach seinem Ausstieg aus der Serie wirkte Priestley bei mehreren Fernseh- und Kinofilmen als Schauspieler, Regisseur oder Produzent mit. Seine ersten Kinofilme drehte er 1993. Während er in Tombstone, unter anderem mit Kurt Russell und Val Kilmer, nur in eine kleinere Rolle spielte, floppte Calendar Girl mit ihm in der Hauptrolle. Cold Blooded (1995) und Leben und Tod auf Long Island (1997) wurden von den Kritikern gelobt, blieben an den Kinokassen jedoch eher unbeachtet. In den nachfolgenden Jahren spielte er kleinere Rollen, so einen verrückten Junkie in Das Auge mit Ewan McGregor und einen korrupten Politiker in Der vierte Engel.

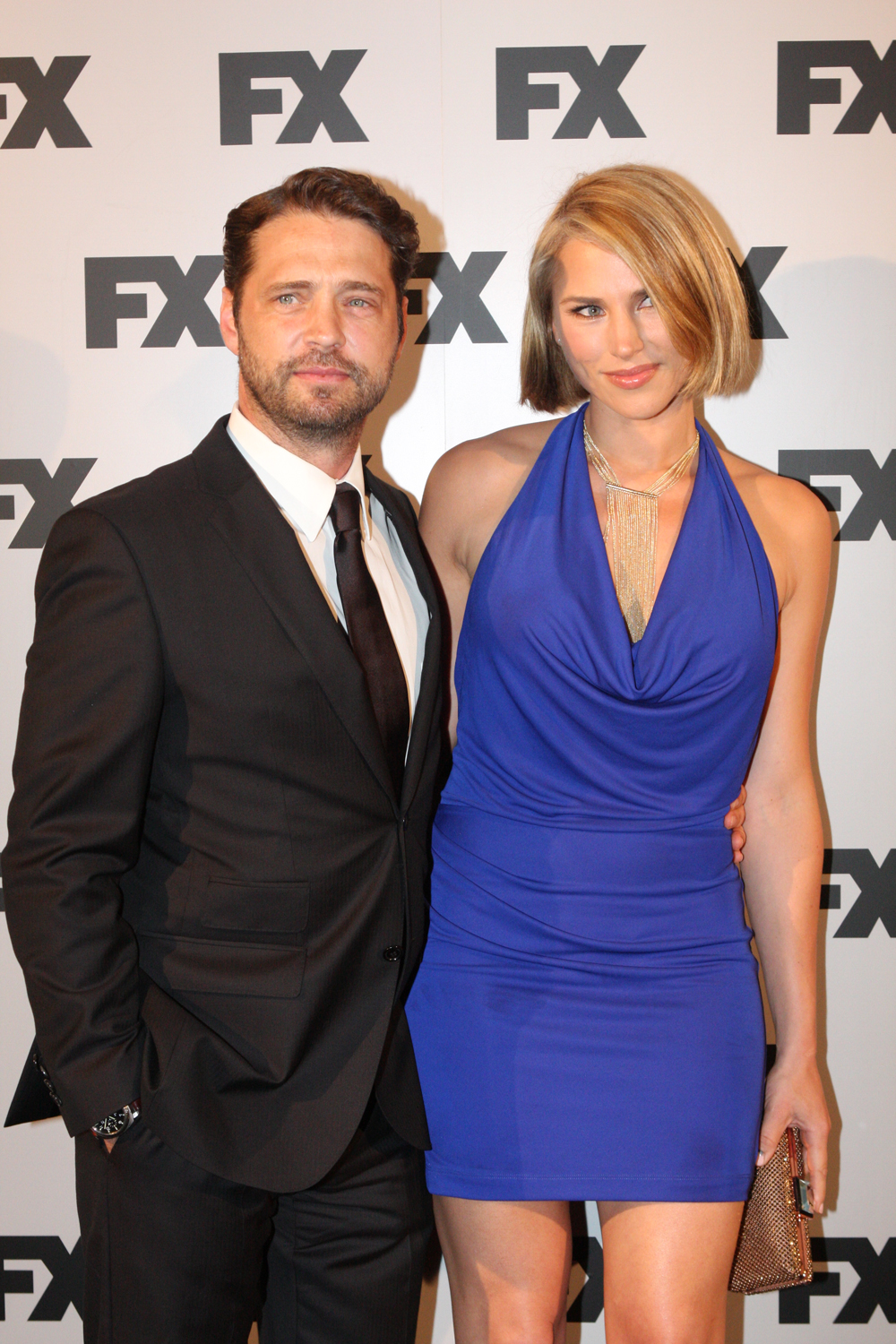
Priestley mit seiner Frau Naomi Lowde-Priestley (2012)

2004 spielte er in der Fernsehserie Tru Calling – Schicksal reloaded! die Rolle des Jack Harper, dem Widersacher der Hauptfigur Tru. Ein Jahr später war er neben Thomas Cavanagh in der Serie Love Monkey zu sehen, die nach drei Episoden vom Sender CBS abgesetzt wurde. 2007 begann beim US-Sender Showtime eine neue Serie mit dem Titel Side Order of Life. Priestley spielte darin an der Seite von Marisa Coughlan die männliche Hauptrolle. Auch diese Serie wurde noch im selben Jahr eingestellt. Im Anschluss drehte er die Fernsehfilme Everest (2007) und The Other Woman (2008).
Danach war er mehrfach als Regisseur tätig, so bei einer Episode von Eine himmlische Familie und mehreren Folgen der Serie The Secret Life of the American Teenager wie auch beim Spin-off von Beverly Hills 90210, 90210.
2010 übernahm Priestley die männliche Hauptrolle in der kanadischen Fernsehserie Call Me Fitz. Danach arbeitete er 2011 wieder mit Luke Perry bei dem TV-Western Goodnight for Justice zusammen. Während Priestley Regie führte, übernahm Perry die Hauptrolle und beteiligte sich als Produzent. Von 2016 bis 2021 spielte Priestley die Rolle des Matt Shade in der kanadischen Fernsehserie Private Eyes, für die er auch als ausführender Produzent fungierte.
1999 heiratete Priestley die Schauspielerin Ashlee Petersen. Die Ehe wurde 2000 geschieden. Seit 2005 ist er mit Naomi Lowde verheiratet. Das Paar hat eine Tochter (* 2007) und einen Sohn (* 2009). Seit 2007 besitzt Priestley auch die US-amerikanische Staatsbürgerschaft.

## Filmografie (Auswahl)

### Schauspieler
- 1986: Nobody’s Child (Fernsehfilm)
- 1986: Der Knabe, der fliegen konnte (The Boy Who Could Fly)
- 1987: Airwolf (Fernsehserie, eine Folge)
- 1987: The New Adventures of Beans Baxtor (Fernsehserie, eine Folge)
- 1987: 21 Jump Street – Tatort Klassenzimmer (21 Jump Street, Fernsehserie, 2 Folgen)
- 1987: Danger Bay (Fernsehserie, eine Folge)
- 1988: MacGyver (Fernsehserie, eine Folge)
- 1988: Watchers – gnadenlos gejagt (Watchers)
- 1989: Teen Angel (Fernsehserie)
- 1989: Auswegslos (Nowhere to Run)
- 1989: Zurück in die Vergangenheit (Quantum Leap, Fernsehserie, eine Folge)
- 1989–1990: Wir lieben Kate (Sister Kate, Fernsehserie, 19 Folgen)
- 1990: Teen Engels Rückkehr (Teen Angel Returns, Fernsehserie)
- 1990–2000: Beverly Hills, 90210 (Fernsehserie, 243 Folgen)
- 1992: Drexell’s Class (Fernsehserie, eine Folge)
- 1993: Tombstone
- 1993: Calendar Girl
- 1993–1997: Eek! The Cat (Zeichentrickserie, Synchronstimme)
- 1995: Cold Blooded (Coldblooded)
- 1995: Choices of the Heart: The Margaret Sanger Story (Fernsehfilm)
- 1995: Biker Mice from Mars (Zeichentrickserie, 2 Folgen, Synchronstimme)
- 1997: Höllenjagd nach San Francisco (Vanishing Point, Fernsehfilm)
- 1997: Outer Limits – Die unbekannte Dimension (The Outer Limits, Fernsehserie, eine Folge)
- 1997: Hacks
- 1997: Leben und Tod auf Long Island (Love and Death on Long Island)
- 1998: Superman (Superman: The Animated Series, Fernsehserie, eine Folge, Stimme)
- 1998: The Thin Pink Line
- 1998: Conversations in Limbo (Kurzfilm)
- 1999: Choose Life (Kurzfilm)
- 1999: Standing on Fishes
- 1999: Das Auge (Eye of the Beholder)
- 1999: Dill Scallion
- 2000: Der Löwe von Oz und die magische Blume (Lion of Oz, Zeichentrickfilm, Synchronstimme)
- 2000: The Highwayman
- 2000: Common Ground (Fernsehfilm)
- 2000: Homicide: The Movie (Fernsehfilm)
- 2000: The 11 O’Clock Show (Fernsehserie, 5 Folgen)
- 2000: Sex, Lügen und Hollywood (Kiss Tomorrow Goodbye, Fernsehfilm)
- 2001: Zigs
- 2001: Chaos City (Fernsehserie, eine Folge)
- 2001: Der vierte Engel (The Fourth Angel)
- 2002: Cherish
- 2002: Cover Story
- 2002: Jeremiah – Krieger des Donners (Jeremiah, Fernsehserie, eine Folge)
- 2002: Tom Stone (Fernsehserie, eine Folge)
- 2002: Achtung: Nicht jugendfrei! (Warning: Parental Advisory, Fernsehfilm)
- 2002: Aaron und der Wolf (Time of the Wolf)
- 2002: Fancy Dancing
- 2002: The True Meaning of Christmas Specials (Fernsehfilm)
- 2003: Die, Mommie Die!
- 2003: Meine wilden Töchter (8 Simple Rules... for Dating My Teenage Daughter, Fernsehserie, eine Folge)
- 2003: Darkness Falling
- 2004: Chicks with Sticks
- 2004: I Want to Marry Ryan Banks (Fernsehfilm)
- 2004: Sleep Murder (Fernsehfilm)
- 2004: Road Party (Going the Distance)
- 2004: Quintuplets (Fernsehserie, eine Folge)
- 2004–2005: Tru Calling – Schicksal reloaded! (True Calling, Fernsehserie, 13 Folgen)
- 2005: Colditz – Flucht in die Freiheit (Colditz, Fernsehfilm)
- 2005: Murder at the Presidio (Fernsehfilm)
- 2005: Family Guy – Die unglaubliche Geschichte des Stewie Griffin (Stewie Griffin: The Untold Story , Zeichentrickfilm, Synchronstimme)
- 2005: Hallo Holly (What I Like About You, Fernsehserie, 2 Folgen)
- 2005: Kleine weiße Wunder (Snow Wonder, Fernsehfilm)
- 2006: Hockeyville (Fernsehserie, eine Folge)
- 2006: In der Hitze von L.A. (Hot Tamale)
- 2006: Love Monkey (Fernsehserie, 8 Folgen)
- 2006: Without a Trace – Spurlos verschwunden (Without a Trace, Fernsehserie)
- 2006: Above and Beyond (Fernsehserie, 2 Folgen)
- 2006: Shades of Black: The Conrad Black Story (Fernsehfilm)
- 2006: Masters of Horror – The Screwfly Solution (Fernsehreihe)
- 2007: Subs (Fernsehfilm)
- 2007: Side Order of Life (Fernsehserie, 13 Folgen)
- 2007: Flug 507 – Gefangen im Zeitloch (Termination Point, Fernsehfilm)
- 2007: Luna: Spirit of the Whale (Fernsehfilm)
- 2007: Medium – Nichts bleibt verborgen (Medium, Fernsehserie, 3 Folgen)
- 2007: Everest – Wettlauf in den Tod (Everest, Fernsehserie, 3 Folgen)
- 2007: Made in Brooklyn
- 2007: Don’t Cry Now (Fernsehfilm)
- 2008: The Other Woman (Fernsehfilm)
- 2008: My Name Is Earl (Fernsehserie, eine Folge)
- 2008: A Very Merry Daughter Of The Bride (Fernsehfilm)
- 2009: Courage
- 2009: Expecting A Miracle (Fernsehfilm)
- 2009: Die Triffids – Pflanzen des Schreckens (The Day of the Triffids, Fernsehfilm)
- 2010: Der letzte Ritt des Ransom Pride (The Last Rites of Ransom Pride)
- 2010: Scounddrels (Fernsehserie, 2 Folgen)
- 2010: Making a Scene (Fernsehfilm)
- 2010–2013: Call Me Fitz (Fernsehserie, 48 Folgen)
- 2011–2015: Haven (Fernsehserie, 6 Folgen)
- 2011: Stephen Kings Bag of Bones (Fernsehfilm)
- 2011: Psych (Fernsehserie, eine Folge)
- 2013: How I Met Your Mother (Fernsehserie, eine Folge)
- 2013: CSI: Vegas (CSI: Crime Scene Investigation, Fernsehserie, eine Folge)
- 2016–2021: Private Eyes (Fernsehserie)
- 2019: BH90210 (6 Folgen)
- 2020: The Order (Fernsehserie, eine Folge)

### Regisseur
- 1997: Outer Limits – Die unbekannte Dimension (The Outer Limits, Fernsehserie, eine Folge)
- 1993–1997: Beverly Hills, 90210 (Fernsehserie, 15 Folgen)
- 1999: Barenaked in America (Dokumentation)
- 2000: Sex, Lügen und Hollywood (Kiss Tomorrow Goodbye, Fernsehfilm)
- 2001: Starlets (Fernsehserie, eine Folge)
- 2006: Hollywood & Vines (Fernsehserie)
- 2006: Saving Hope (Fernsehserie, Folge 03x12)
- 2007: Subs (Fernsehfilm)
- 2007: Eine himmlische Familie (7th Heaven, Fernsehserie, eine Folge)
- 2007: Don’t Cry Now (Fernsehfilm)
- 2008: The Other Woman (Fernsehfilm)
- 2008–2009: The Secret Life of the American Teenager (Fernsehserie, 5 Folgen)
- 2009: 90210 (Fernsehserie, eine Folge)
- 2009: The Lake (Fernsehserie, 12 Folgen)
- 2010–2013: Call Me Fitz (Fernsehserie, 8 Folgen)
- 2011: Goodnight for Justice (Fernsehfilm)
- 2011–2012: Haven (Fernsehserie, 2 Folgen)
- 2017–2021: Private Eyes (Fernsehserie)